# Pièce d'un quart de dollar américain Isabella
La pièce d'un quart de dollar Isabella est une pièce commémorative américaine frappée en 1893. Le Congrès autorise cette pièce à la demande du conseil des directrices de l'Exposition universelle de 1893. La pièce représente la reine d'Espagne Isabelle la Catholique, qui parraine les voyages de Christophe Colomb vers le Nouveau Monde. Elle est conçue par le graveur en chef de la Monnaie, Charles E. Barber, et c'est la seule pièce commémorative américaine de cette dénomination qui n'est pas destinée à être mise en circulation.
Le conseil des directrices, dirigé par Bertha Palmer, une mondaine de Chicago, souhaite qu'une femme conçoive la pièce et engage Caroline Peddle Ball (en), une sculptrice. Cette dernière quitte le projet à la suite de désaccords avec les responsables de la Monnaie, qui décident alors de confier le travail à Barber. Le motif du revers, représentant une femme agenouillée filant du lin, une quenouille dans la main gauche et un fuseau dans la main droite, symbolise l'industrie féminine et est réalisé à partir d'un croquis de l'assistant-graveur George T. Morgan.
Le dessin de la pièce est décrié par la presse numismatique. Elle ne s'est pas bien vendue à l'Exposition ; son prix de 1 dollar est le même que celui du demi-dollar colombien, et le quart de dollar est considéré comme une moins bonne affaire. Près de la moitié de l'émission autorisée est retournée à la Monnaie pour être fondue ; des milliers d'autres sont achetées à leur valeur nominale par les directrices et entrent sur le marché des pièces de monnaie au début du XXe siècle. Aujourd'hui, ces pièces sont très prisées des collectionneurs et leur valeur varie de quelques centaines à quelques milliers de dollars, selon leur état.

## Législation
En août 1892, le Congrès adopte une loi autorisant la première pièce commémorative des États-Unis, un demi-dollar, à être vendue à prime par les responsables de l'Exposition universelle de Chicago. L'événement est autorisé par le Congrès deux ans auparavant ; cette législation crée un conseil de directrices et un conseil de directeurs pour superviser la foire. Le Conseil des dames est dirigé par Bertha Palmer, dont le mari Potter Palmer est propriétaire du Palmer House, le plus grand hôtel de Chicago. Les décisions des directrices sont souvent contrecarrées par leurs homologues masculins sur des questions controversées : par exemple, Palmer cherche à faire fermer le spectacle de danse Egyptian Girls de la foire après l'avoir jugé obscène. Ce spectacle est l'un des rares à rapporter de l'argent à l'exposition, et les directrices sont déboutées par les hommes,.

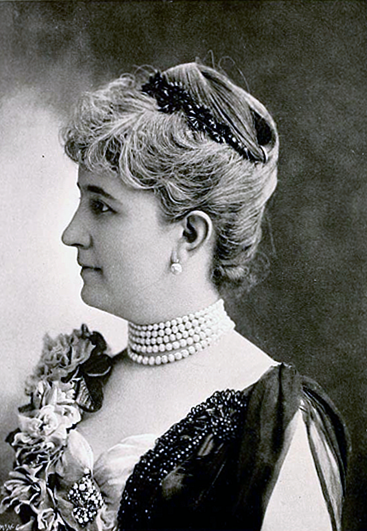
Bertha Palmer, directrice conseil d'administration féminin de l'Exposition universelle de Chicago.

L'autorisation pour le conseil des femmes est incluse dans la loi de 1890 accordant l'autorité fédérale pour l'Exposition sur l'insistance de la défenseuse des femmes, Susan B. Anthony, qui est déterminée à montrer que les femmes peuvent participer avec succès à la gestion de la foire. À cette fin, les directrices cherchent une pièce de monnaie à vendre en concurrence avec le demi-dollar commémoratif de l'Exposition, que le Congrès a approuvé en 1892. L'adoption de la loi sur le demi-dollar ayant été difficile, les directrices décident d'attendre la session du Congrès suivante pour présenter leur demande. Lorsque le demi-dollar est commercialisé en novembre 1892, elles le jugent inartistique et décident de faire mieux. Palmer veut que les directrices « aient le mérite d'être les auteurs de la première pièce de monnaie vraiment belle et artistique jamais émise par le gouvernement des États-Unis ».
En janvier 1893, Palmer s'adresse à la commission des crédits de la Chambre des représentants pour demander que 10 000 dollars des fonds déjà prévus pour être versés par le gouvernement fédéral soient transformés en pièces de 25 cents souvenir, qui pourraient être vendues à prix d'or. Le 3 mars 1893, le Congrès adopte une loi autorisant la frappe d'une pièce commémorative, qui doit être conforme aux spécifications de la pièce frappée pour la circulation et dont le dessin doit être approuvé par le secrétaire au Trésor. Le tirage total de la pièce spéciale est limité à 40 000 exemplaires,.

## Début
Désireuse d'avoir une belle pièce à vendre, Palmer demande au peintre Kenyon Cox de réaliser des esquisses. Elle est cependant déterminée à ce que ce soit une femme qui conçoive la pièce. Elle consulte également Sara Hallowell, qui est à la fois la secrétaire du directeur des beaux-arts de la foire et qui aide les Palmer à constituer une importante collection d'œuvres d'art. Hallowell contacte le sculpteur Augustus Saint-Gaudens, qui lui recommande son ancienne élève, Caroline Peddle Ball (en), qui travaille déjà dans le domaine des expositions, ayant été chargée par Tiffany's de réaliser une exposition. Palmer accepte de confier le travail à Peddle.
Après que le Congrès autorise le quart de dollar commémoratif, le directeur de la Monnaie, Edward O. Leech, écrit à Palmer le 14 mars 1893. Bien qu'il exprime sa volonté de laisser les directrices choisir le dessin, le chef graveur de la Monnaie, Charles E. Barber, et le surintendant de la Monnaie de Philadelphie, Oliver Bosbyshell, ont déjà insisté auprès de Leech pour que le processus de conception reste interne à la Monnaie. Palmer répond que les directrices ont décidé que la pièce porterait le portrait d'Isabelle 1re, reine de Castille, dont l'aide a permis de financer l'expédition de Christophe Colomb. Palmer indique qu'elle consulte des artistes et suggère que la Monnaie soumette un dessin à l'examen. Elle rencontre également Allen Durborow (en), membre du Congrès de l'Illinois, président de la commission des foires de la Chambre des représentants et ancien collègue du secrétaire au Trésor John G. Carlisle, le supérieur de Leech. Palmer suggère au député de défendre la cause des directrices auprès de Carlisle et de Leech.
Par lettre, Palmer engage Peddle pour la conception de la pièce à la fin du mois de mars. Elle indique à l'artiste que la pièce doit comporter une représentation d'Isabelle à l'avers et l'inscription Commemorative coin issued for the Board of Lady Managers of the World's Columbian Exposition by Act of Congress, 1492-1892 (pièce commémorative émise pour le conseil des dames de l'exposition universelle par un acte du Congrès, 1492-1892) au revers, ainsi que la dénomination et le nom du pays. La présidente ne demande pas à Peddle de fournir le dessin aux directrices avant de l'envoyer à la Monnaie. Palmer informe Carlisle et Leech de ses instructions. Carlisle n'a aucune objection à ce qu'une pièce soit dessinée par une femme, ni à ce que la tête d'Isabelle soit utilisée. Le secrétaire dit à Palmer que le revers, avec sa longue inscription, ressemblerait à un jeton publicitaire d'entreprise, et il demande qu'il soit révisé. Leech envoie une note au surintendant Bosbyshell l'informant que les directrices feraient probablement appel à un sculpteur extérieur pour créer l'avers et lui demandant de demander au chef graveur de la Monnaie, Charles E. Barber, de créer quelques dessins pour le revers en vue d'une utilisation éventuelle.

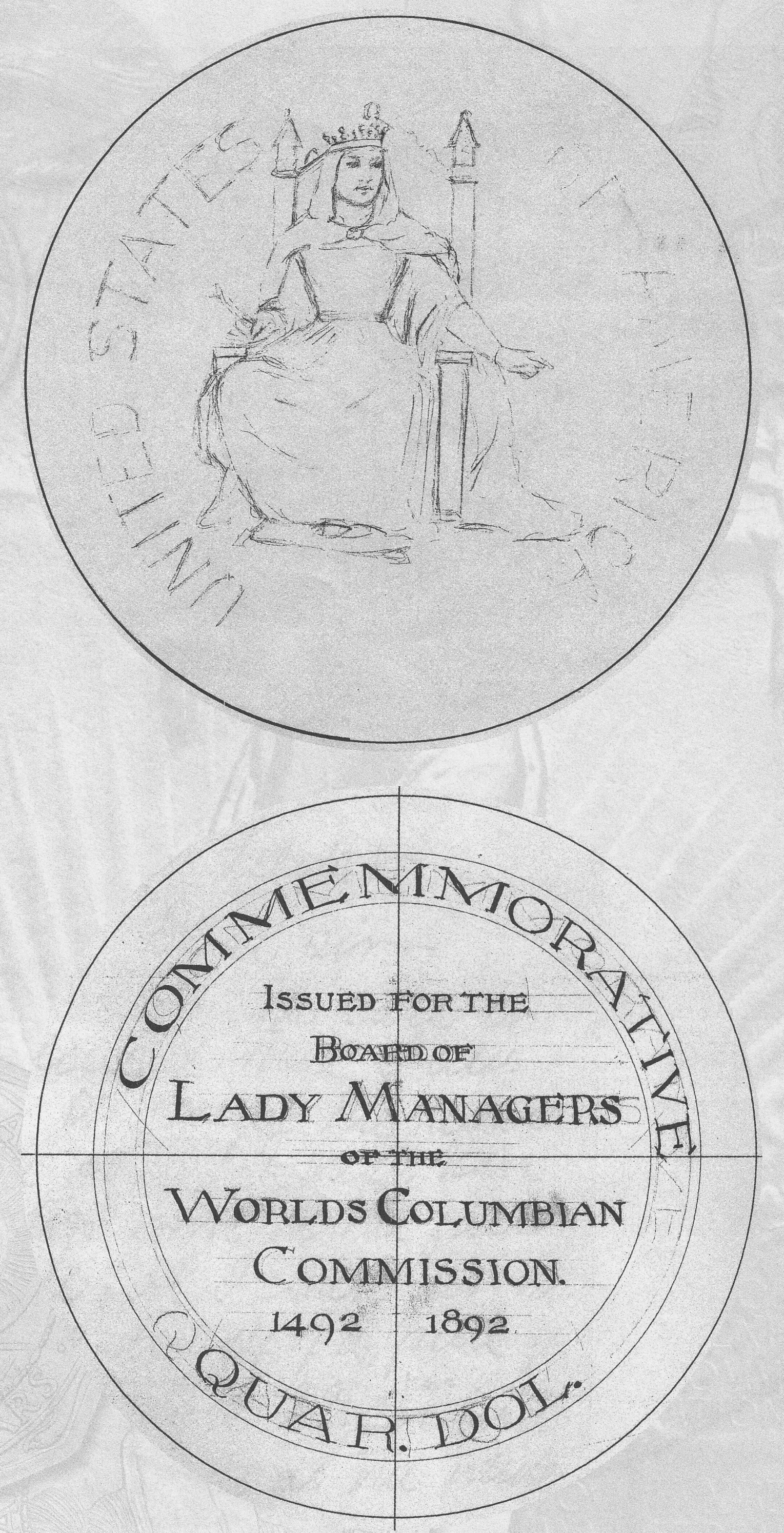
L'esquisse de.

Obéissant aux instructions de Palmer, Peddle envoie à Leech des croquis d'Isabelle assise, avec la longue inscription au revers ; elle espère que le directeur de la Monnaie l'autoriserait à la raccourcir. Leech n'est pas satisfait du revers et décide que Barber dessinerait cette face de la pièce. Barber et Bosbyshell signalent à Leech que les jambes d'Isabelle apparaîtraient déformées si la figure assise est utilisée et préconisent une tête de profil. Carlisle accepte, déclarant qu'il n'a donné son accord que pour une tête d'Isabelle. Peddle est informée que Barber réaliserait le revers, mais que le dessin lui serait envoyé pour approbation et qu'elle devrait modifier son avers. Entre-temps, Palmer devient de plus en plus anxieuse : avec un délai de deux mois entre l'approbation du dessin et la disponibilité des pièces, elle craint qu'elles ne soient pas disponibles à la vente avant une bonne partie de la période de mai à octobre de la foire. Sous la pression de toutes les parties, Peddle menace d'abandonner le projet, écrivant qu'elle « ne pouvait pas accepter de faire la moitié d'un travail »,.
Ce sont deux lettres datées du 7 avril qui ont finalement raison de la patience de Peddle. L'une, de Leech, affirme son droit, en tant que directeur de la Monnaie, de prescrire les motifs des pièces et indique à Peddle que l'avers serait une tête d'Isabelle, tandis que le revers serait basé sur les croquis d'un graveur de la Monnaie, qu'elle serait libre de modeler. La seconde, de Bosbyshell, impose en outre qu'Isabelle ne porte pas de couronne, ce qu'il juge inapproprié sur une pièce américaine. Le 8 avril 1893, Caroline Peddle se retire du projet.
Après la démission de Peddle, Leech écrit une lettre conciliante à Palmer, qui lui répond en regrettant qu'ils n'aient pas travaillé tous les trois ensemble, plutôt que les uns contre les autres. Palmer a écrit pour suggérer une alternative à l'inscription au revers : que la pièce représente le pavillon des femmes à l'exposition. Barber prépare des croquis et rejette l'idée, déclarant que le bâtiment n'apparaîtrait que comme une simple traînée sur la pièce, dans le faible relief requis. Il préfère une esquisse préparée par l'assistant-graveur George T. Morgan, représentant une femme agenouillée filant du lin, une quenouille à la main. Leech n'est pas entièrement satisfait de la proposition, déclarant que la juxtaposition d'Isabelle à l'avers et du dessin de Morgan au revers est « trop féminine ». Avant d'accepter le dessin de Morgan, Leech souhaite que Barber produise lui-même des revers, ce que le chef graveur fait, et Bosbyshell les transmet à Leech les 11 et 12 avril. Ces revers montrent diverses utilisations d'un aigle héraldique. Après avoir examiné ces travaux, Leech opte pour le dessin de Morgan et écrit à Palmer en conséquence, déclarant que « la quenouille est utilisée dans l'art pour symboliser l'industrie patiente, et en particulier l'industrie des femmes ». En réponse, les directrices suggèrent d'utiliser le portail du bâtiment et demandent s'il est possible de faire figurer une personne vivante sur la pièce. Leech déclare que le secrétaire au Trésor Carlisle a choisi la quenouille au revers et que sa décision est contraignante.
Bosbyshell informe Leech par lettre que Stewart Cullin, conservateur à l'université de Pennsylvanie, possède un certain nombre de médailles représentant Isabelle, et que l'ancien général Oliver O. Howard est engagé dans la rédaction d'une biographie de la défunte reine et possède des portraits d'elle. Leech accepte que ces hommes soient consultés. Carlisle est réticent à l'idée de faire figurer sur la pièce une inscription établissant une distinction entre les sexes, telle que Board of Lady Managers, mais il finit par accepter cette formulation. Le 24 avril, le directeur de la Monnaie envoie à Palmer un coffret contenant deux modèles en plâtre de l'avers, l'un représentant Isabelle jeune reine, l'autre la montrant plus mûre. Il l'informe également que le revers serait avec la quenouille, avec le texte accepté par Carlisle. Les modèles d'avers sont réalisés par Barber à partir d'une gravure d'Isabelle transmise par Peddle à la Monnaie à la demande de Palmer, mais Moran suggère que la période d'un jour seulement entre la réception de la gravure et l'achèvement des modèles — au cours de laquelle Barber a également assisté aux funérailles du petit-fils de Bosbyshell — signifie que Barber travaille déjà sur ces modèles auparavant. Le 5 mai, le conseil des femmes sélectionne la jeune reine.

## Dessin et réception

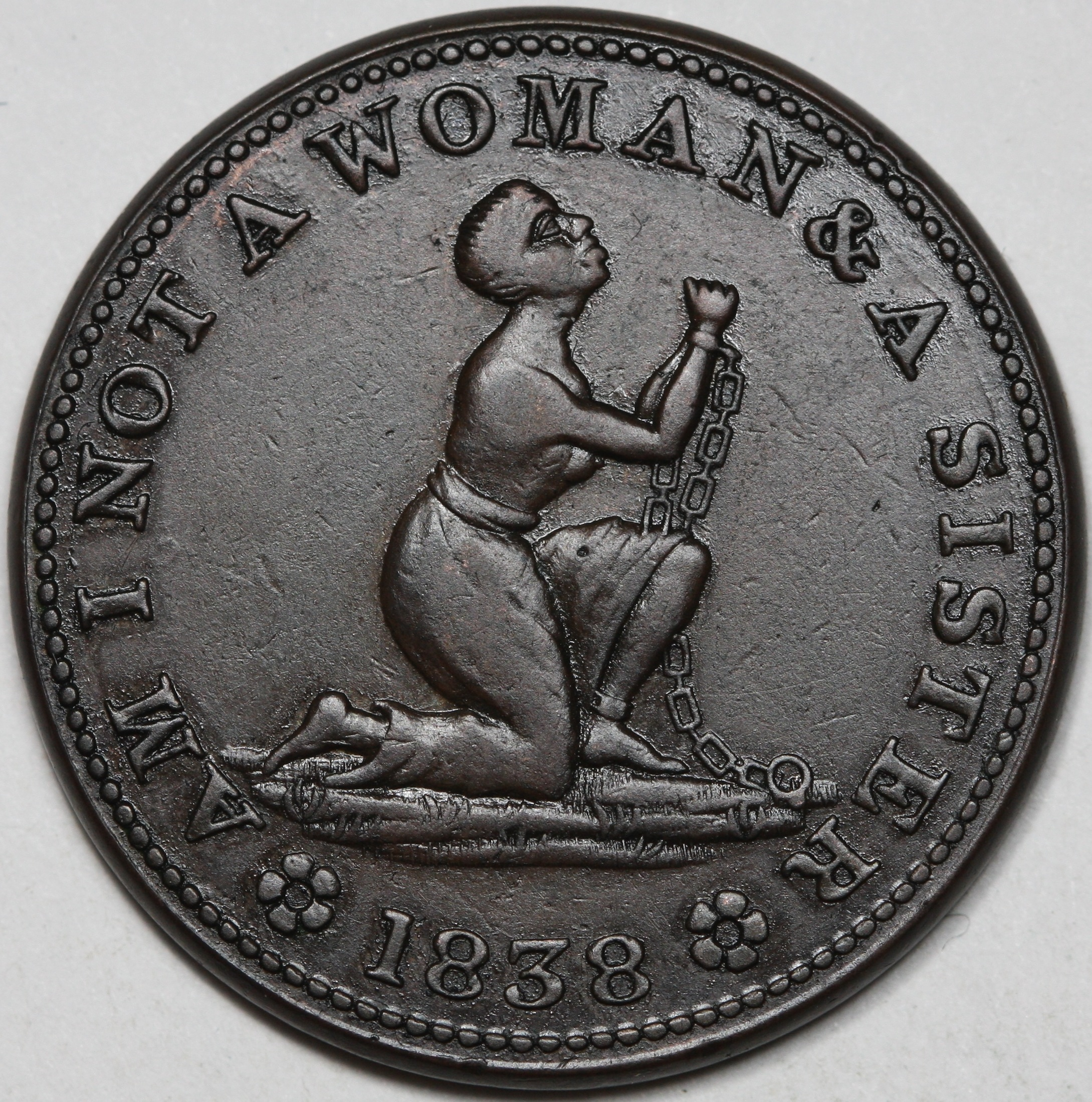
Un jeton anti-esclavagiste de 1838 : « Ne suis-je pas une femme et une sœur » ?

L'avers de la pièce Isabella représente un buste couronné et richement vêtu de la reine d'Espagne. Selon l'historien de l'art Cornelius Vermeule, le dessin de l'avers de Barber « suit la tradition gothique victorienne du classicisme photographique de Gilbert Scott, mieux résumée par les groupes de continents et les reliefs de personnages célèbres sur l'Albert Memorial à Londres ». Le revers représente une femme agenouillée avec une quenouille et un fuseau. Vermeule fait remonter cette image à la figure d'une jeune servante, sculptée sur le fronton est du temple de Zeus à Olympie au Ve siècle av. J.-C. Néanmoins, un article contemporain paru dans l'American Journal of Numismatics compare le revers à un jeton anti-esclavagiste représentant une femme agenouillée et la légende Am I not a woman and a sister ? (Ne suis-je pas une femme et une sœur ?). L'historien de l'art, écrivant en 1971, a noté que « de nos jours, la pièce semble charmante pour sa bizarrerie et sa saveur victorienne, un mélange d'hellénisme froid et de romantisme de la Renaissance. L'une de ses plus grandes joies est peut-être qu'aucune des inscriptions habituelles, devises et autres, n'y figure ».
Dans son étude sur les premières pièces commémoratives américaines, l'historien de la numismatique Don Taxay rejette les comptes rendus contemporains (tels que le livre officiel de l'exposition) selon lesquels Kenyon Cox fournit un dessin pour le quarter ; il note que le fils de l'artiste nie fermement que son père soit impliqué dans la création de la pièce. Taxay juge le dessin « banal et typique du style de Barber », précisant que « le modelé, bien qu'un peu plus en relief que sur le demi-dollar, est sans distinction ».

L'American Journal of Numismatics formule d'autres critiques à l'égard de cette pièce :

« De sa valeur artistique, comme de l'harmonie qui aurait prévalu lors des réunions de ces Lady Managers, moins on en dit, mieux c'est ; nous ne savons pas qui l'a dessinée, mais dans ce cas, comme dans celui du demi-dollar, le contraste entre les exemples de l'art numismatique de la nation, tels qu'ils sont présentés sur les pièces colombiennes, d'une part, et le travail fougueux et admirable des architectes des bâtiments [de l'Exposition], d'autre part, est douloureux.  Si ces deux pièces représentent réellement les plus hautes réalisations de nos médaillistes et de nos hôtels des monnaies ;... nous pourrions tout aussi bien désespérer de son avenir... Nous ne sommes pas prêts à admettre que c'est vrai. »

.

## Mise en circulation et collection
La frappe de ce que Barber appelle les « showy quarters » commence à la Monnaie de Philadelphie le 13 juin 1893, six semaines après l'ouverture de l'exposition. Leech prévoit de frapper les pièces à l'aide de flans polis et les ouvriers de cet hôtel des monnaies manipulent les pièces avec soin ; contrairement au demi-dollar, les spécimens qui survivent présentent relativement peu de marques de contact avec d'autres pièces. La première pièce frappée, ainsi que les numéros 400, 1 492 et 1 892, sont frappées en tant qu'épreuves et envoyées aux directrices avec des certificats attestant de leur statut. Au total, 40 023 pièces sont frappées, les 23 pièces dépassant le tirage autorisé étant conservées par la Monnaie pour être inspectées par la Commission d'analyse de 1894.
Les pièces ne se vendent pas bien à l'exposition. Elles ne sont en vente qu'au Women's Building de la foire, ou par courrier ; le demi-dollar peut être acheté dans plusieurs points de vente. Quelque 15 000 pièces de 25 cents sont vendues à des collectionneurs, des marchands et des visiteurs de la foire, dont plusieurs milliers ont été achetées par la Scott Stamp and Coin Company. Les forains considèrent que la pièce de 25 cents n'est pas une aussi bonne affaire que le demi-dollar, les deux étant vendus au même prix, soit 1 dollar. Sur le reste, environ 10 000 pièces sont achetées à leur valeur nominale par Palmer et d'autres directrices ; 15 809 sont renvoyées au gouvernement pour être fondues. Après déduction des pièces retournées pour être fondues, un total de 24 214 pièces est distribué au public,.
Les grandes quantités possédées par les directrices sont mises sur le marché par l'intermédiaire de négociants et d'autres vendeurs dans les années 1920. En 1930, les prix atteignent le prix d'émission original ; en 1955, les spécimens brillant universel se vendent 20 dollars. Ces pièces sont très prisées des collectionneurs car ce sont les seuls quarts de dollars américains émis strictement à titre commémoratif et non pour la circulation. L'édition de luxe 2018 de A Guide Book of United States Coins indique que le prix de cette pièce varie entre 325 dollars, en bon état et 3 750 dollars en état presque parfait.